# Barra de São Francisco
Barra de São Francisco es un municipio brasileño del estado de Espírito Santo. Su población, según el conteo realizadaopor el IBGE, en 2007, era de cerca de 39.627 habitantes. El último censo no mostró los mismos números y se acredita que su población ya se estima en torno de los 42 mil habitantes.
Las principales fuentes de salario del municipio son la extracción de granito y la agricultura.